# Water-polo aux Jeux panaméricains de 2011
Navigation
Édition précédente
Les tournois féminins et masculins de water-polo aux Jeux panaméricains de 2011 ont lieu du 23 au 29 octobre 2011 au Scotiabank Aquatics Center à Guadalajara, au Mexique.
Huit équipes participent au seizième tournoi olympique masculin, tandis que huit équipes participent à la quatrième édition du tournoi féminin. Les équipes féminine et masculine des États-Unis remportent les deux tournois.
Chacun des tournois est doté d'un quota olympique : les vainqueurs se qualifient pour les épreuves de water-polo des Jeux olympiques d'été de 2012 organisées à Londres, au Royaume-Uni.

## Équipes qualifiées
En mai 2010, le comité d'organisation a déterminé les compétitions offrant des places qualificatives aux Jeux panaméricains de 2011. Ces dernières sont réparties selon les zones de la fédération continentale américaine de natation.

### Femmes
Huit équipes féminines participent au tournoi féminin.
| Compétition                                            | Date                        | Lieu                        | Nombre de places | Qualifiés                          |
| ------------------------------------------------------ | --------------------------- | --------------------------- | ---------------- | ---------------------------------- |
| Pays organisateur                                      | Pays organisateur           | Pays organisateur           | 1                | Mexique                            |
| Zone 1 : Jeux sud-américains de 2010                   | 20 au 25 mars 2010          | Medellín (Colombie)         | 3                | Brésil Venezuela Argentine         |
| Zone 2 : Jeux d'Amérique centrale et des Caraïbes 2010 | 26 au 31 juillet 2010       | Mayagüez (Porto Rico)       | 2                | Porto Rico 2e place non attribuée* |
| Zone 2 : quota non attribué                            | Zone 2 : quota non attribué | Zone 2 : quota non attribué | 1                | Cuba                               |
| Zone 3 : États-Unis                                    | -                           | -                           | 1                | États-Unis                         |
| Zone 4 : Canada                                        | -                           | -                           | 1                | Canada                             |
| TOTAL                                                  |                             |                             | 8                |                                    |

* : seulement trois équipes ont participé au tournoi féminin des Jeux d'Amérique centrale et des Caraïbes 2010 : le vainqueur portoricain, l'équipe du Mexique déjà qualifiée et celle du Venezuela qui n'est pas membre de la confédération régionale et, par ailleurs, déjà qualifiée dans sa zone. Grâce à ses résultats en 2007 et 2008, l'équipe de Cuba est appelée pour utiliser le deuxième quota de la zone 2.

### Hommes
Huit équipes participent au tournoi masculin.
| Compétition                                            | Date                   | Lieu                   | Nombre de places | Qualifiés                         |
| ------------------------------------------------------ | ---------------------- | ---------------------- | ---------------- | --------------------------------- |
| Pays organisateur                                      | Pays organisateur      | Pays organisateur      | 1                | Mexique                           |
| Zone 1 : Jeux sud-américains de 2010                   | 20 au 25 mars 2010     | Medellín (Colombie)    | 3                | Argentine Colombie Brésil         |
| Zone 2 : Jeux d'Amérique centrale et des Caraïbes 2010 | 26 au 31 juillet 2010  | Mayagüez (Porto Rico)  | 2*               | Porto Rico** Trinité-et-Tobago*** |
| Zone 2 : remplacements                                 | Zone 2 : remplacements | Zone 2 : remplacements | 2                | Cuba Venezuela                    |
| Zone 3 : États-Unis                                    | Zone 3 : États-Unis    | Zone 3 : États-Unis    | 1                | États-Unis                        |
| Zone 4 : Canada                                        | Zone 4 : Canada        | Zone 4 : Canada        | 1                | Canada                            |
| TOTAL                                                  |                        |                        | 8                |                                   |

* : bien qu'arrivées quatrième et cinquième des Jeux d'Amérique centrale et des Caraïbes 2010, les équipes de Porto Rico et de Trinité-et-Tobago se qualifient car les trois premiers du tournoi ne sont pas membres de la confédération régionale centraméricaine et caraïbe.
** : l'équipe de Porto Rico renonce à sa place qualificative et est remplacée par celle de Cuba lors du tirage au sort de la compétition.
*** : avant la compétition, l’équipe de Trinité-et-Tobago renonce également et est remplacée par celle du Venezuela, deuxième des Jeux d’Amérique centrale et des Caraïbes de 2010.

## Tournoi panaméricain féminin

### Tour préliminaire
Les deux premières équipes de chaque groupe se qualifient pour les demi-finales.

#### Groupe A
| Rang | Équipe    | Pts | J | G | N | P | Bp | Bc | Diff |
| ---- | --------- | --- | - | - | - | - | -- | -- | ---- |
| 1    | Canada    | 9   | 3 | 3 | 0 | 0 | 54 | 15 | +39  |
| 2    | Brésil    | 6   | 3 | 2 | 0 | 1 | 22 | 21 | +1   |
| 3    | Mexique   | 3   | 3 | 1 | 0 | 2 | 31 | 33 | -2   |
| 4    | Venezuela | 0   | 3 | 0 | 0 | 3 | 12 | 50 | -38  |

| Date       |           | Score |           | Quarts-temps          |
| ---------- | --------- | ----- | --------- | --------------------- |
| 23 octobre | Brésil    | 8-5   | Mexique   | 2-2 ; 3-2 ; 2-0 ; 1-1 |
| 23 octobre | Venezuela | 2-23  | Canada    | 1-5 ; 0-6 ; 1-6 ; 0-6 |
| 24 octobre | Brésil    | 4-13  | Canada    | 0-2 ; 1-3 ; 0-5 ; 3-3 |
| 24 octobre | Venezuela | 7-17  | Mexique   | 1-5 ; 3-5 ; 2-3 ; 1-4 |
| 25 octobre | Brésil    | 10-3  | Venezuela | 4-0 ; 2-2 ; 2-0 ; 2-1 |
| 25 octobre | Mexique   | 9-18  | Canada    | 2-6 ; 3-6 ; 3-4 ; 1-2 |

#### Groupe B
| Rang | Équipe     | Pts | J | G | N | P | Bp | Bc | Diff |
| ---- | ---------- | --- | - | - | - | - | -- | -- | ---- |
| 1    | États-Unis | 9   | 3 | 3 | 0 | 0 | 63 | 7  | +56  |
| 2    | Cuba       | 6   | 3 | 2 | 0 | 1 | 22 | 36 | -14  |
| 3    | Porto Rico | 3   | 3 | 1 | 0 | 2 | 28 | 43 | -15  |
| 4    | Argentine  | 0   | 3 | 0 | 0 | 3 | 11 | 38 | -27  |

| Date       |            | Score |            | Quarts-temps          |
| ---------- | ---------- | ----- | ---------- | --------------------- |
| 23 octobre | Argentine  | 0-20  | États-Unis | 0-4 ; 0-6 ; 0-3 ; 0-7 |
| 23 octobre | Porto Rico | 12-13 | Cuba       | 4-4 ; 2-3 ; 3-2 ; 3-4 |
| 24 octobre | Argentine  | 5-6   | Cuba       | 0-2 ; 2-1 ; 1-2       |
| 24 octobre | Porto Rico | 4-24  | États-Unis | 0-8 ; 2-7 ; 1-7 ; 1-2 |
| 25 octobre | Argentine  | 6-12  | Porto Rico | 3-1 ; 0-3 ; 3-4 ; 0-4 |
| 25 octobre | États-Unis | 19-3  | Cuba       | 5-0 ; 4-1 ; 3-1 ; 7-1 |

### Phase finale
| Date         |            | Score |            | Quarts-temps                                    |
| ------------ | ---------- | ----- | ---------- | ----------------------------------------------- |
| Demi-finales |            |       |            |                                                 |
| 26 octobre   | Brésil     | 1-13  | États-Unis | 0-3 ; 0-1 ; 0-3 ; 1-6                           |
| 26 octobre   | Cuba       | 9-15  | Canada     | 2-4 ; 1-4 ; 3-2 ; 3-5                           |
| Finale       |            |       |            |                                                 |
| 28 octobre   | États-Unis | 8-8   | Canada     | 1-1 ; 1-4 ; 2-2 ; 1-4 P : 0-0 ; 0-0 ; T : 19-18 |

Légende :
- P : prolongation ;
- T : tirs au but.

### Phase de classement
| Date             |            | Score |            | Quarts-temps                  |
| ---------------- | ---------- | ----- | ---------- | ----------------------------- |
| 3e/4e            |            |       |            |                               |
| 28 octobre       | Brésil     | 9-8   | Cuba       | 2-1 ; 1-2 ; 4-3 ; 2-2         |
| 5e/8e            |            |       |            |                               |
| 26 octobre       | Venezuela  | 6-11  | Porto Rico | 0-2 ; 2-3                     |
| 26 octobre       | Argentine  | 9-11  | Mexique    | 3-3 ; 2-3 ; 2-5 ; 2-0         |
| 28 octobre 5e/6e | Porto Rico | 15-13 | Mexique    | 2-3 ; 5-3 ; 5-4 ; 3-3         |
| 28 octobre 7e/8e | Venezuela  | 6-8   | Argentine  | 2-2 ; 1-2 ; 2-0 P : 0-1 ; 0-1 |

Légende :
- P : prolongation ;
- T : tirs au but.

### Classement final
|                    | Équipes    |
| Médaille d'or      | États-Unis |
| ------------------ | ---------- |
| Médaille d'argent  | Canada     |
| Médaille de bronze | Brésil     |
| 4                  | Cuba       |
| 5                  | Porto Rico |
| 6                  | Mexique    |
| 7                  | Argentine  |
| 8                  | Venezuela  |

## Tournoi panaméricain masculin

### Tour préliminaire
Les deux premières équipes de chaque groupe se qualifient pour les demi-finales.

#### Groupe A
| Rang | Équipe   | Pts | J | G | N | P | Bp | Bc | Diff |
| ---- | -------- | --- | - | - | - | - | -- | -- | ---- |
| 1    | Canada   | 9   | 3 | 3 | 0 | 0 | 46 | 21 | +25  |
| 2    | Cuba     | 6   | 3 | 2 | 0 | 1 | 30 | 33 | -3   |
| 3    | Mexique  | 3   | 3 | 1 | 0 | 2 | 24 | 35 | -11  |
| 4    | Colombie | 0   | 3 | 0 | 0 | 3 | 29 | 40 | -11  |

| Date       |          | Score |          | Quarts-temps          |
| ---------- | -------- | ----- | -------- | --------------------- |
| 23 octobre | Canada   | 16-4  | Mexique  | 3-0 ; 6-0 ; 3-1 ; 4-3 |
| 23 octobre | Colombie | 11-12 | Cuba     | 2-2 ; 3-3 ; 4-5 ; 2-2 |
| 24 octobre | Canada   | 15-10 | Cuba     | 4-3 ; 4-4 ; 3-1 ; 4-2 |
| 24 octobre | Colombie | 11-13 | Mexique  | 2-3 ; 4-2 ; 1-4 ; 4-4 |
| 25 octobre | Canada   | 15-7  | Colombie | 4-2 ; 2-1 ; 6-1 ; 3-3 |
| 25 octobre | Mexique  | 7-8   | Cuba     | 2-3 ; 2-1 ; 1-1 ; 2-3 |

#### Groupe B
| Rang | Équipe     | Pts | J | G | N | P | Bp | Bc | Diff |
| ---- | ---------- | --- | - | - | - | - | -- | -- | ---- |
| 1    | États-Unis | 9   | 3 | 3 | 0 | 0 | 37 | 15 | +22  |
| 2    | Brésil     | 6   | 3 | 2 | 0 | 1 | 34 | 28 | +6   |
| 3    | Argentine  | 3   | 3 | 1 | 0 | 2 | 23 | 30 | -7   |
| 4    | Venezuela  | 0   | 3 | 0 | 0 | 3 | 20 | 43 | -23  |

| Date       |            | Score |           | Quarts-temps          |
| ---------- | ---------- | ----- | --------- | --------------------- |
| 23 octobre | États-Unis | 16-3  | Venezuela | 7-0 ; 5-2 ; 3-1 ; 1-0 |
| 23 octobre | Argentine  | 8-10  | Brésil    | 2-3 ; 1-2 ; 3-3 ; 2-2 |
| 24 octobre | États-Unis | 8-5   | Brésil    | 2-0 ; 2-2 ; 1-2 ; 3-1 |
| 24 octobre | Argentine  | 8-7   | Venezuela | 2-1 ; 4-0 ; 1-2 ; 1-4 |
| 25 octobre | États-Unis | 13-7  | Argentine | - ; -                 |
| 25 octobre | Venezuela  | 10-19 | Brésil    | 1-2 ; 4-5 ; 5-6 ; 0-6 |

### Phase finale
| Date         |            | Score |            | Quarts-temps          |
| ------------ | ---------- | ----- | ---------- | --------------------- |
| Demi-finales |            |       |            |                       |
| 27 octobre   | Cuba       | 2-12  | États-Unis | 0-4 ; 0-2 ; 2-2 ; 0-4 |
| 27 octobre   | Brésil     | 6-8   | Canada     | 4-1 ; 0-1 ; 1-3       |
| Finale       |            |       |            |                       |
| 29 octobre   | États-Unis | 7-3   | Canada     | 2-1 ; 2-1 ; 1-0 ; 2-1 |

### Phase de classement
| Date             |           | Score |           | Quarts-temps          |
| ---------------- | --------- | ----- | --------- | --------------------- |
| 3e/4e            |           |       |           |                       |
| 29 octobre       | Cuba      | 7-14  | Brésil    | 4-4 ; 0-3 ; 3-2 ; 0-5 |
| 5e/8e            |           |       |           |                       |
| 27 octobre       | Colombie  | 9-10  | Argentine | 3-4 ; 4-2 ; 1-3 ; 1-1 |
| 27 octobre       | Venezuela | 5-7   | Mexique   | 2-1 ; 2-3 ; 1-1 ; 0-2 |
| 29 octobre 5e/6e | Argentine | 12-10 | Mexique   | 4-2 ; 1-1 ; 5-2 ; 2-5 |
| 29 octobre 7e/8e | Colombie  | 11-9  | Venezuela | 2-0 ; 3-5 ; 1-1 ; 5-3 |

### Classement final
|                    | Équipes    |
| Médaille d'or      | États-Unis |
| ------------------ | ---------- |
| Médaille d'argent  | Canada     |
| Médaille de bronze | Brésil     |
| 4                  | Cuba       |
| 5                  | Argentine  |
| 6                  | Mexique    |
| 7                  | Colombie   |
| 8                  | Venezuela  |

## Qualifications olympiques
Le vainqueur de chaque tournoi se qualifie pour les épreuves de water-polo des Jeux olympiques d'été de 2012 organisées à Londres, au Royaume-Uni, soit les équipes féminines et masculine des États-Unis.
Les trois places suivants ce quota qualifient pour les tournois féminin et masculin olympiques de qualification d'avril 2012.